# Betsy King
Betsy King, né le 13 août 1955 à Reading en Pennsylvanie, est une golfeuse américaine.

## Palmarès

### Solheim Cup
- Membre de l'équipe américaine en 1990, 1992, 1994, 1996, 1998
- Capitaine de l'équipe américaine en 2007

### Majeurs
- 1987 Nabisco Dinah Shore
- 1989 U.S. Open
- 1990 Nabisco Dinah Shore, U.S. Open
- 1992 LPGA Championship
- 1997 Nabisco Dinah Shore

### Autres
- 1985 : British Open féminin de golf[1]

## Distinctions
- Joueuse LPGA de l'année en 1984, 1989, 1993
- Première de la « money list » de la LPGA en 1984, 1989, 1993
- Membre du Hall of Fame du golf depuis 1995